# Bas-Lieu
Bas-Lieu è un comune francese di 323 abitanti situato nel dipartimento del Nord nella regione dell'Alta Francia. Fa parte della regione franco-belga della Thiérache.
Nel suo territorio comunale scorre il fiume Helpe Majeure.

## Società

### Evoluzione demografica
Abitanti censiti